# I've Been Expecting You
I've Been Expecting You (en español: Te estaba esperando) es el segundo álbum de estudio del cantante y compositor británico Robbie Williams lanzado el 26 de octubre de 1998. Los sencillos más exitosos de este álbum son "Millenium" y "She's the One". Hasta ahora se han vendido más de 5 millones de copias.

## Lista de canciones
1. "Strong" – 4:39
2. "No Regrets" – 5:09
3. "Millennium" – 4:05
4. "Phoenix From the Flames" – 4:02
5. "Win Some Lose Some" – 4:18
6. "Grace" – 3:14
7. "Jesus In A Camper Van" – 3:39 (Reemplazado por "It's Only Us" (2:52) en 2002)
8. "Heaven From Here" – 3:05
9. "Karma Killer" – 4:26
10. "She's The One" – 4:18
11. "Man Machine" – 3:34
12. "These Dreams" – 5:08
13. "Stand Your Ground" - 2:59 (pista oculta)
14. "Stalker's Day Off (I've Been Hanging Around)" - 3:30 (pista oculta)

## Certificaciones
| País          | Posición    | Certificación | Ventas/compras |
| ------------- | ----------- | ------------- | -------------- |
| Austria       | 24          |               |                |
| Finlandia     | 20          |               |                |
| Francia       | 31          | 2x Oro        | 200,000+       |
| Alemania      | 16          | Oro           | 100,000+       |
| Irlanda       | 1           |               |                |
| Holanda       |             | Oro           | 40,000+        |
| Nueva Zelanda | 4 (3 Weeks) | Platino       | 15,000+        |
| Noruega       | 5           | Oro           | 20,000+        |
| Suecia        | 21          | Oro           | 30 000+        |
| Suiza         | 19          | Platino       | 50 000+        |
| Reino Unido   | 1           | 10x Platino   | 3,000,000+     |